# 查理五世城墙
查理五世城墙（英语：Charles V Wall），位于直布罗陀，为一古代城墙，为直布罗陀防御工事的一部分。该城墙建于1540年，1552年由神聖羅馬皇帝查理五世加固。到目前为止，查理五世城墙大部分仍然完好。